# In Your House 7: Good Friends, Better Enemies
In Your House 7: Good Friends, Better Enemies was een professioneel worstel-pay-per-view (PPV) evenement dat georganiseerd werd door de World Wrestling Federation (WWF, nu WWE). Het was de 7e editie van In Your House en vond plaats op 28 april 1996 in het Omaha Civic Auditorium in Omaha, Nebrask.

## Matches
| Nr. | Match | Winnaar(s)                      | Opmerkingen | Bron  |
| --- | --- | ------------------------------- | --- | ----- |
| 1F  | Marc Mero (met Sable) vs. The 1–2–3 Kid (met Ted DiBiase)                                                                | Marc Mero                       | Eén-op-één match. Mero won door diskwalificatie. Werd vooraf opgenomen op Free For All.                                            | [ 2 ] |
| 2   | Owen Hart & The British Bulldog vs. Ahmed Johnson & Jake Roberts                                                         | Owen Hart & The British Bulldog | Tag team match. Hart en Bulldog wonnen door submission.                                                                            | [ 2 ] |
| 3   | The Ultimate Warrior vs. Goldust (c) (met Bodyguard en Marlena)                                                          | The Ultimate Warrior            | Eén-op-één match voor het WWF Intercontinental Championship. Warrior won door een Count Out, maar won het kampioenschap zelf niet. | [ 2 ] |
| 4   | Vader (met Jim Cornette) vs. Razor Ramon                                                                                 | Vader                           | Eén-op-één match. | [ 2 ] |
| 5   | The Bodydonnas (Skip & Zip) (c) (met Sunny) vs. The Godwinns (Henry O. Godwinn & Phineas I. Godwinn) (met Hillbilly Jim) | The Bodydonnas                  | Tag team match voor het WWF Tag Team Championship.                                                                                 | [ 2 ] |
| 6   | Shawn Michaels (c) (met José Lothario) vs. Diesel                                                                        | Shawn Michaels                  | No Holds Barred match voor het WWF World Heavyweight Championship.                                                                 | [ 2 ] |
| 7D  | Savio Vega vs. Stone Cold Steve Austin (met Ted DiBiase)                                                                 | Savio Vega                      | Eén-op-één Dark match. | [ 2 ] |
| 8D  | Hunter Hearst Helmsley vs. Marc Mero (met Sable)                                                                         | HHH                             | Eén-op-één Dark match. | [ 2 ] |
| 9D  | The UndertakerThe Undertaker (met Paul Bearer) vs. Mankind                                                               | The Undertaker                  | Eén-op-één Dark match. | [ 2 ] |